# Тыквоголовый (франшиза)
«Тыквоголовый» (англ. Pumpkinhead) — американская серия фильмов ужасов с 1988 по 2007 год, в основу которого была положена одноимённая поэма Эда Джастина. Её создателем является американский режиссёр Стэнли Уинстон. В России название серии переводилось под семью названиями: «Болван», «Демон-мститель», «Качающаяся голова», «Месть демона», «Адская месть», а также «Тыквенная голова».

## Основная серия
| Год  | Название                                                        | Режиссёр     | Примечание          |
| ---- | --------------------------------------------------------------- | ------------ | ------------------- |
| 1988 | «Тыквоголовый»                                                  | Стэн Уинстон |                     |
| 1994 | «Тыквоголовый 2: Кровавые Крылья»                               | Джефф Барр   | Видеофильм          |
| 2006 | «Тыквоголовый 3: Услуги преисподней стоят дорого: Прах к праху» | Джейк Уэст   | Телевизионный фильм |
| 2007 | «Тыквоголовый 4: Услуги преисподней стоят дорого 2: Вендетта»   | Майкл Хёрст  | Телевизионный фильм |

### «Тыквоголовый» (1988)
Группа городских подростков отправляется погонять на мотоциклах в горы. Один из разгорячившихся «лихачей» сбивает насмерть маленького мальчика. Безутешный отец погибшего ребенка, Эд Харли, жаждет мщения и обращается за помощью к местной ведьме. Старая колдунья рассказывает ему, как с помощью его собственной крови и крови убитого сына можно разбудить Демона мести. Так из потустороннего мира появляется ужасное чудовище — Тыквоголовый…

### «Тыквоголовый 2: Кровавые Крылья» (1994)
Тыквоголовый крылатый монстр возвращается! Как и в первой части объектом его внимания становятся подростки, случайно возродившие к жизни смертоносное существо.

### «Тыквоголовый 3: Услуги преисподней стоят дорого: Прах к праху» (2006)
Обиженные и оскорблённые главные герои не находят лучшего способа отомстить обидчикам, чем вызвать старого «доброго» демона Тыквенную Голову, который отлично справляется с местью, но после проделанной работы, естественно, требует плату, и как Вы догадываетесь, деньги его не очень-то интересуют. Вот и придётся героям поломать голову, как выкрутиться из щекотливой ситуации, пикантности которой добавляет доктор-коллекционер человеческих органов Док Фрейзер…

### «Тыквоголовый 4: Услуги преисподней стоят дорого 2: Вендетта» (2007)
Вражда семей Хэтфилдов и Маккоев длится с 1930-х годов. Все должно было измениться, когда Джоди Хэтфилд влюбилась в Рики Маккоя. Но братья Джоди убивают сестру Рики и пытаются убить его самого. Он выживает и отправляется за помощью к ведьме, вдвоём они призывают демона из ада — Тыквоголового. Чудовище из преисподней принимается за истребление семьи Хэтфилдов.